# Bacanal

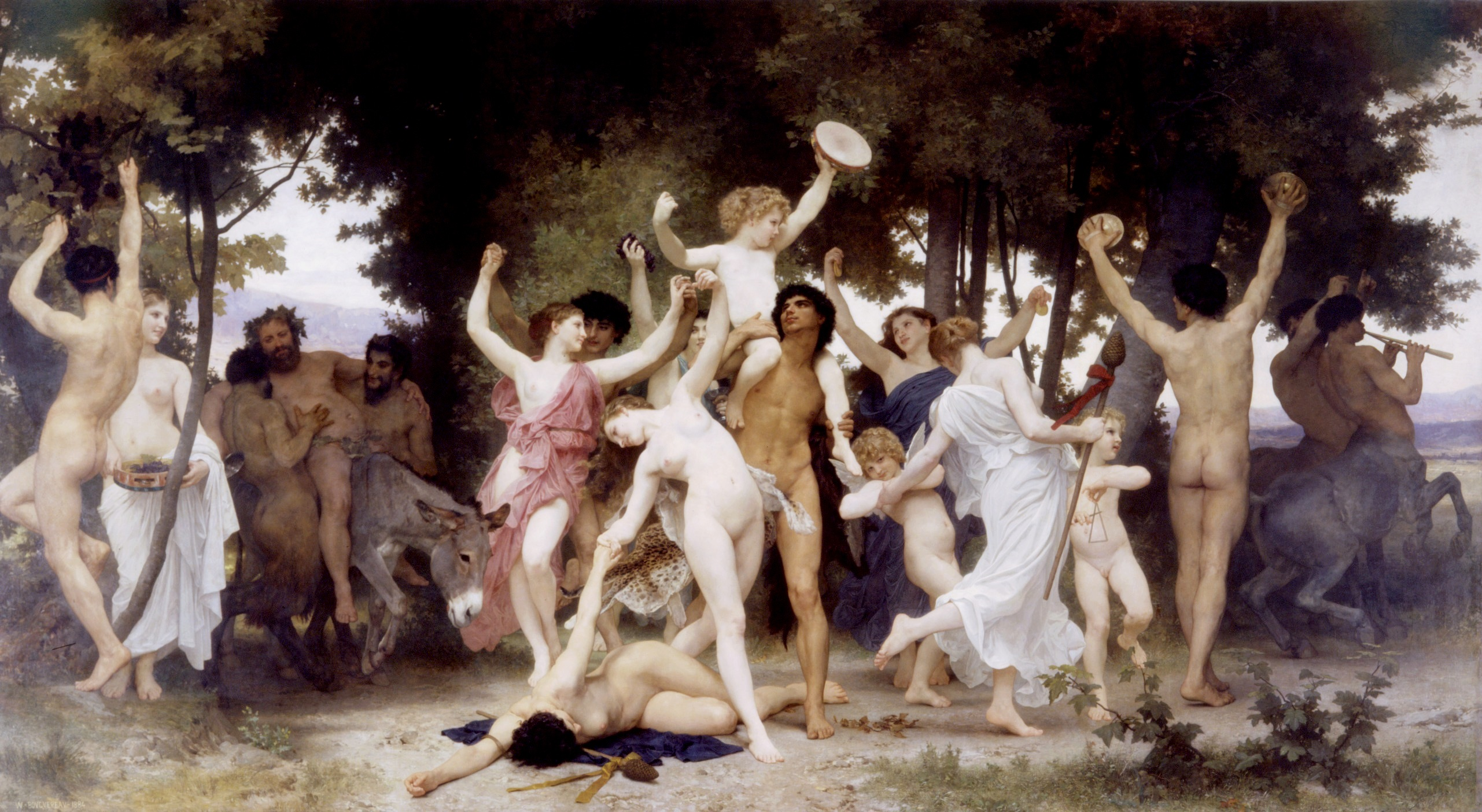
O jovem Baco e seus seguidores, (1884) de William-Adolphe Bouguereau

Os bacanais eram festivais romanos populares, não oficiais e financiados por particulares, dedicados a Baco, baseados em vários elementos extáticos da Dionísia grega. Eram quase certamente associados ao culto nativo de Liber, em Roma, e provavelmente chegaram à própria Roma por volta de 200 a.C. Como todas as religiões de mistério do mundo antigo, muito pouco se sabe sobre seus ritos. Eles parecem ter sido populares e bem organizados em toda a península italiana central e meridional.
Lívio, escrevendo cerca de 200 anos após o evento, oferece um relato escandalizado e extremamente colorido dos bacanais, com ritos frenéticos, iniciações sexualmente violentas de ambos os sexos, todas as idades e todas as classes sociais; ele representa o culto como um instrumento assassino de conspiração contra o Estado. Lívio afirma que sete mil líderes e seguidores de cultos foram presos, e que a maioria foi executada. Lívio acreditava que o escândalo das Bacantes era um dos vários indícios da inexorável decadência moral de Roma. Estudiosos modernos têm uma abordagem cética em relação às alegações de Lívio.
O culto não foi proibido. Uma legislação senatorial para reformar os bacanais em 186 a.C. tentou controlar seu tamanho, organização, e sacerdócio, sob ameaça de pena de morte. Isso pode ter sido motivado menos pelo tipo de rumores sensacionalistas e dramáticos que Lívio descreve do que pela determinação do Senado em afirmar sua autoridade civil, moral e religiosa sobre Roma e seus aliados, após a prolongada crise social, política e militar da Segunda Guerra Púnica (218–201 a.C.). Os ritos reformados dos bacanais podem ter sido fundidos com o festival da Liberália. Baco, Líber e Dionísio tornaram-se praticamente intercambiáveis a partir do final da era republicana (133 a.C. em diante), e seus cultos de mistério persistiram até o Principado da era imperial romana.

## História e desenvolvimento
Os bacanais eram festivais romanos de Baco, o deus greco-romano do vinho, da liberdade, da embriaguez e do êxtase. Baseavam-se na Dionísia grega e nos mistérios dionisíacos, e provavelmente chegaram a Roma por volta de 200 a.C., através das colônias gregas no sul da Itália e da Etrúria, vizinha ao norte de Roma. Tenney Frank sugere que alguma forma de adoração dionisíaca pode ter sido introduzida em Roma por cativos da antiga cidade grega de Tarentum, no sul da Itália, capturada dos cartagineses em 209 a.C. Como todos os cultos de mistério, os bacanais eram realizados em estrita privacidade, e os iniciados eram obrigados ao segredo; o pouco que se sabe sobre o culto e seus ritos deriva da literatura, peças teatrais, estátuas e pinturas gregas e romanas. Uma das fontes mais antigas é As Bacantes, do dramaturgo grego Eurípides, que venceu a competição de Dionísia em Atenas em 405 a.C. Os bacanais podem ter tido elementos de mistério e elementos públicos; dramas religiosos encenados em público e ritos privados realizados por acólitos e sacerdotes da divindade.
Lívio, a principal fonte literária romana sobre os primeiros bacanais, nomeia Paculla Annia, uma sacerdotisa campaniana de Baco, como a fundadora de um culto privado, e não oficial de Baccanálias em Roma, sediado no bosque de Stimula, onde a encosta ocidental do Monte Aventino desce até o Tibre. O Aventino era um distrito etnicamente misto, fortemente identificado com a classe plebeia de Roma e com a entrada de cultos novos e estrangeiros. O deus do vinho e da fertilidade Liber Pater ("O Pai Livre"), patrono divino dos direitos, liberdades e augúrios dos plebeus, tinha um culto oficial de longa data no templo próximo que ele compartilhava com Ceres e Libera. A maioria das fontes romanas o descreve como o equivalente romano de Dioniso e Baco, ambos às vezes intitulados Eleutherios (libertador).

## Escândalo do bacanal
Lívio afirma que a versão mais antiga dos bacanais era aberta apenas para mulheres e realizada três dias por ano, à luz do dia; enquanto na vizinha Etrúria, ao norte de Roma, um "grego de origem humilde, versado em sacrifícios e adivinhações" criou uma versão noturna, adicionou vinho e banquetes à mistura e, assim, conquistou um público entusiasmado de mulheres e homens. A versão noturna das bacanais envolvia consumo excessivo de vinho e a livre mistura de sexos e classes; os ritos também envolviam música alta.
De acordo com o relato de Lívio, Públio Ebúcio, da gente Ebúcia, foi advertido contra o culto e seus excessos por uma cortesã, Hispala Faecenia. O Senado nomeou Espúrio Postúmio Albino e Quinto Márcio Filipo para investigar o culto. O inquérito alegou que, sob o pretexto da religião, padres e acólitos violavam leis civis, morais e religiosas impunemente; indivíduos de mente fraca podiam ser persuadidos a cometer assassinatos rituais ou políticos sem serem detectados, a mando daqueles que secretamente controlavam o culto, bem no coração de Roma. Lívio afirma que o culto tinha um apelo particular entre aqueles de mente inconstante e inculta (levitas animi), como os jovens, os plebeus, as mulheres e os "homens mais parecidos com mulheres", e que a maior parte da população da cidade estava envolvida, até mesmo alguns membros da classe mais alta de Roma.

## Reforma

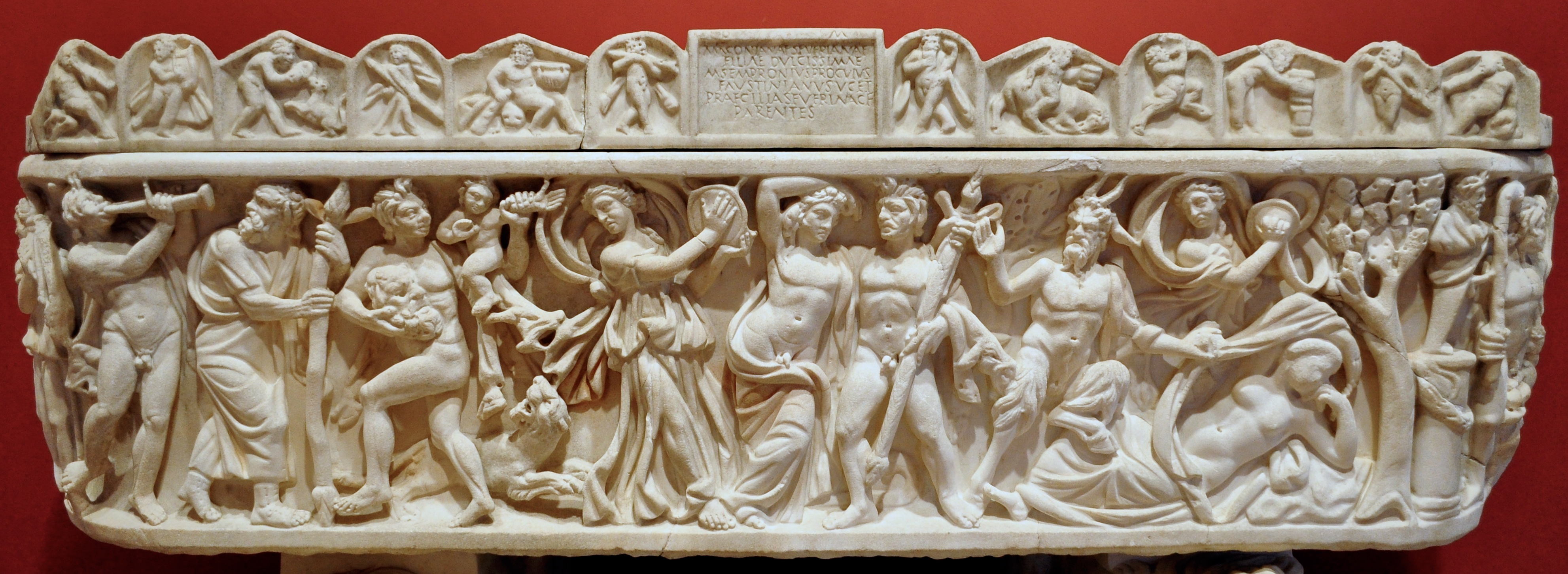
Bacanal em um sarcófago romano de 210–220 EC

A Legislação de 186 sobrevive na forma de uma inscrição. Conhecida como Senatus consultum de Bacchanalibus, ela colocou os bacanais sob o controle do Senado e, portanto, dos pontífices romanos. Os capítulos e faculdades de culto existentes foram desmantelados. Congregações de gêneros mistos eram permitidas, mas limitadas a no máximo dois homens e três mulheres, e qualquer reunião de bacanais precisava obter autorização prévia do Senado. Aos homens era proibido o sacerdócio de Baco.
Apesar de sua supressão oficial, os bacanais ilícitos persistiram secretamente por muitos anos, particularmente no sul da Itália, seu provável local de origem. Os cultos báquicos reformados e oficialmente aprovados teriam pouca semelhança com os anteriores bacanais, concorridos, extáticos e desinibidos. Um desgaste semelhante pode ter sido imposto aos cultos de Liber; sua associação percebida ou real com os bacanais pode ser a razão pela qual sua Liberália ludi, de 17 de março, foi temporariamente transferida para a Cereália de Ceres, de 12 a 19 de abril. Eles foram restaurados quando a ferocidade da reação diminuiu, mas em uma forma aprovada e muito modificada.

## Interpretações
O relato de Lívio sobre os bacanais foi descrito como "tendencioso, para dizer o mínimo". Como um conservador político e social, ele tinha uma profunda desconfiança das religiões de mistério e provavelmente entendia qualquer forma de bacanal como um sinal da degeneração romana. Embora a maioria de seus dramatis personae sejam figuras históricas conhecidas, seus discursos são implausivelmente circunstanciais, e seus personagens, tropos e desenvolvimentos de enredo se inspiram mais em peças satíricas romanas do que nos próprios bacanais. É improvável que Paculla Annia tenha introduzido todas as mudanças que ele atribui a ela.
Para Lívio, as maiores ofensas do culto decorriam da mistura indiscriminada de romanos livres de ambos os sexos e de todas as idades à noite, um horário em que as paixões são facilmente despertadas, especialmente com vinho e oportunidades irrestritas. As mulheres nessas reuniões, diz ele, superavam em número os homens; e seu relato faz o cônsul Postúmio enfatizar a natureza e a organização predominantemente femininas do culto. No entanto, o próprio Senatus consultum de Bacchanalibus permite que as mulheres superem os homens em número, em uma proporção de três para dois, em qualquer reunião permitida; e proíbe expressamente o sacerdócio báquico para os homens. A própria narrativa de Lívio nomeia todos os líderes de culto ofensivos, exceto um, como homens, o que parece eliminar qualquer "conspiração de mulheres" percebida. O gênero parece ter motivado a resposta do Senado não mais do que qualquer outra causa.
A descrição negativa consistente de Lívio sobre as origens gregas e o baixo caráter moral do culto—nem mesmo Baco está isento desse julgamento—pode ter tentado justificar sua supressão como uma repentina "infiltração de muitos elementos gregos no culto romano". O culto, no entanto, já estava ativo em Roma há muitos anos antes de sua suposta descoberta abrupta, e os cultos báquicos e dionisíacos faziam parte da vida na Itália romana e aliada de língua grega há muitas décadas. Cultos gregos e influências gregas faziam parte da vida religiosa de Roma desde o século V a.C., e a aquisição de cultos estrangeiros por Roma—gregos ou não—por meio de alianças, tratados, capturas ou conquistas era um pilar de sua política externa e uma característica essencial de sua eventual hegemonia. Embora o ritmo dessas introduções tenha aumentado rapidamente durante o século III, evidências contemporâneas da reforma das bacanais não revelam nenhuma política ou sentimento anti-grego ou anti-estrangeiro.
Gruen interpreta o Senatus consultum como uma parte da Realpolitik, uma demonstração da autoridade do senado romano aos seus aliados italianos após a Segunda Guerra Púnica e um lembrete a qualquer político romano, populista e aspirante a generalíssimo, de que a autoridade coletiva do senado superava toda ambição pessoal. No entanto, a extensão e a ferocidade da resposta oficial às Bacanais foram provavelmente sem precedentes e revelam alguma forma de pânico moral por parte das autoridades romanas; Burkert não encontra "nada comparável na história religiosa antes das perseguições aos cristãos".

## Uso moderno
No uso moderno, bacanal pode significar qualquer folia desinibida ou embriagada. Na arte, bacanal descreve qualquer pequeno grupo de foliões, frequentemente incluindo sátiros e talvez Baco ou Sileno, geralmente em um cenário paisagístico. O tema foi popular a partir do Renascimento e geralmente incluía um alto grau de nudez entre as figuras.

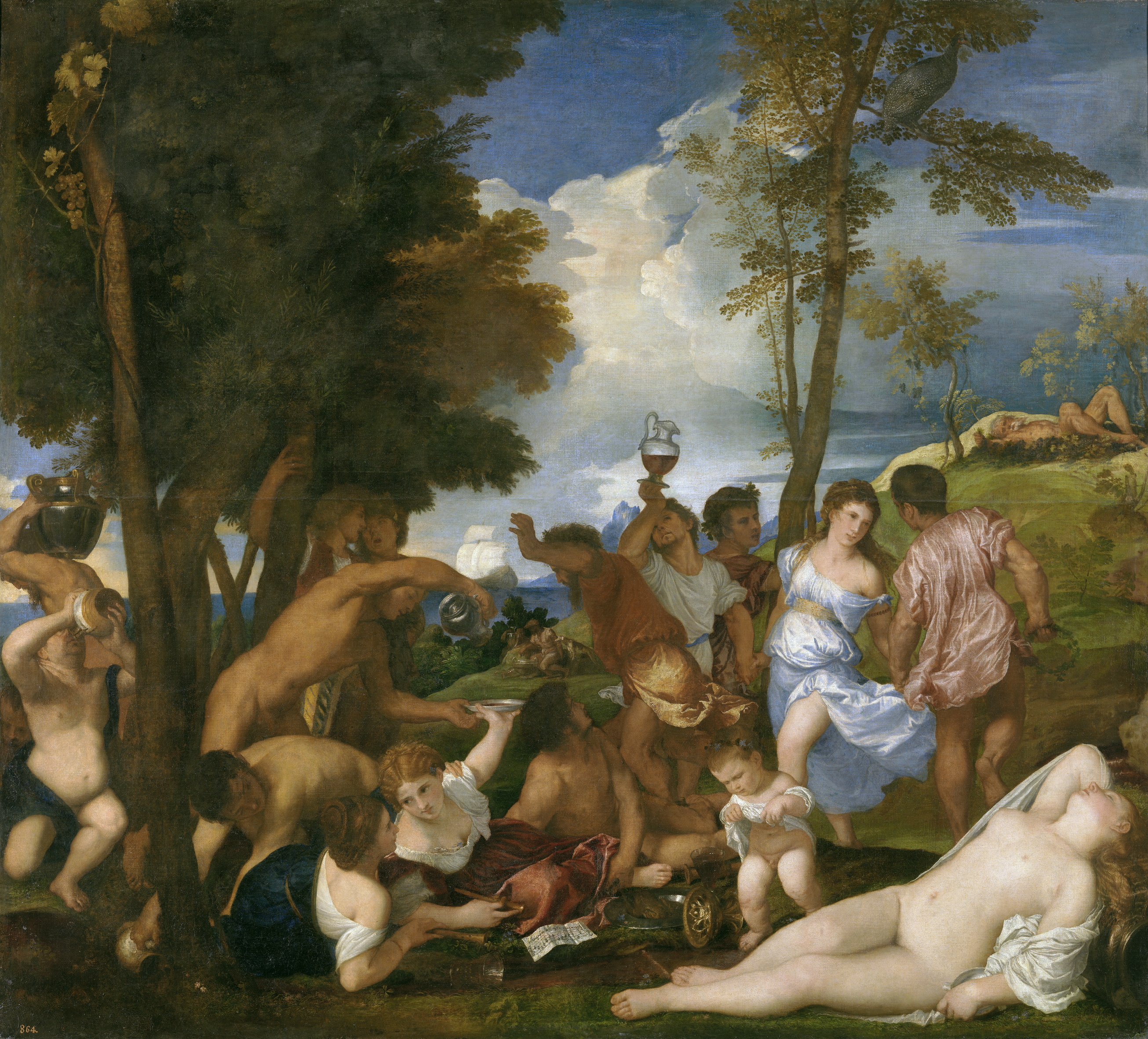
Ticiano, O Bacanal dos Andrios, 1523–1526
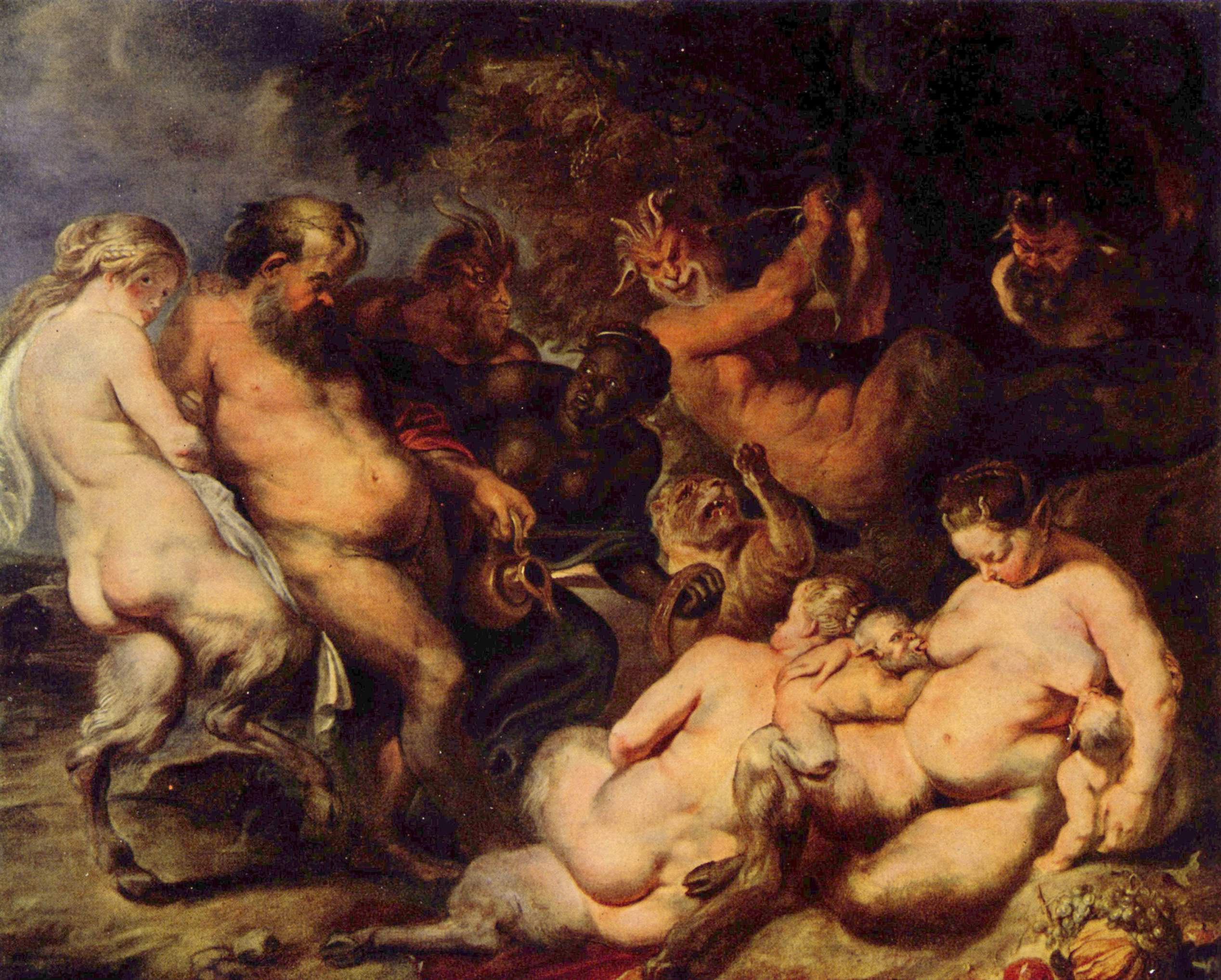
Peter Paul Rubens, Bacanal, 1615
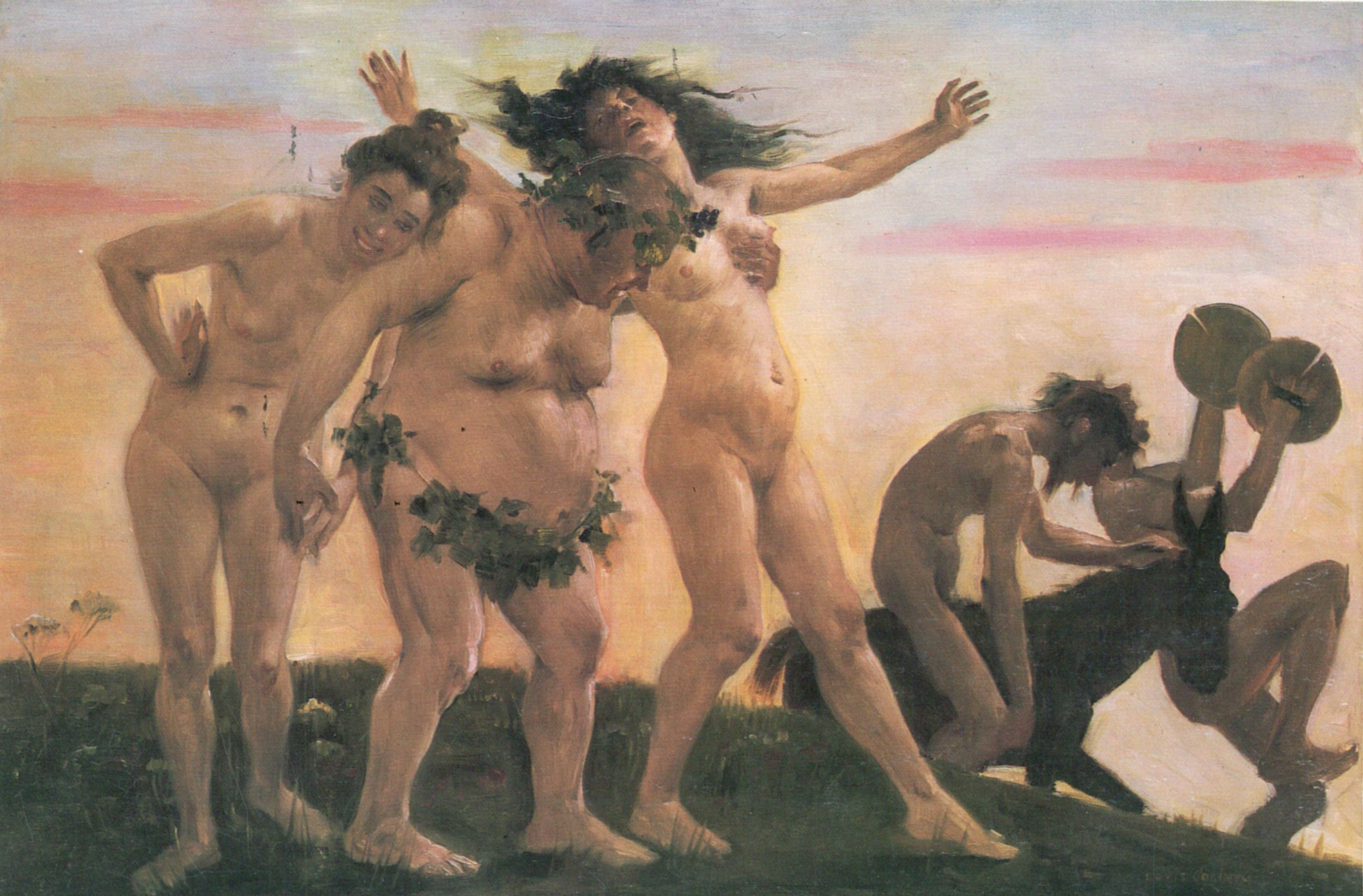
Lovis Corinth, Bacanal, 1898
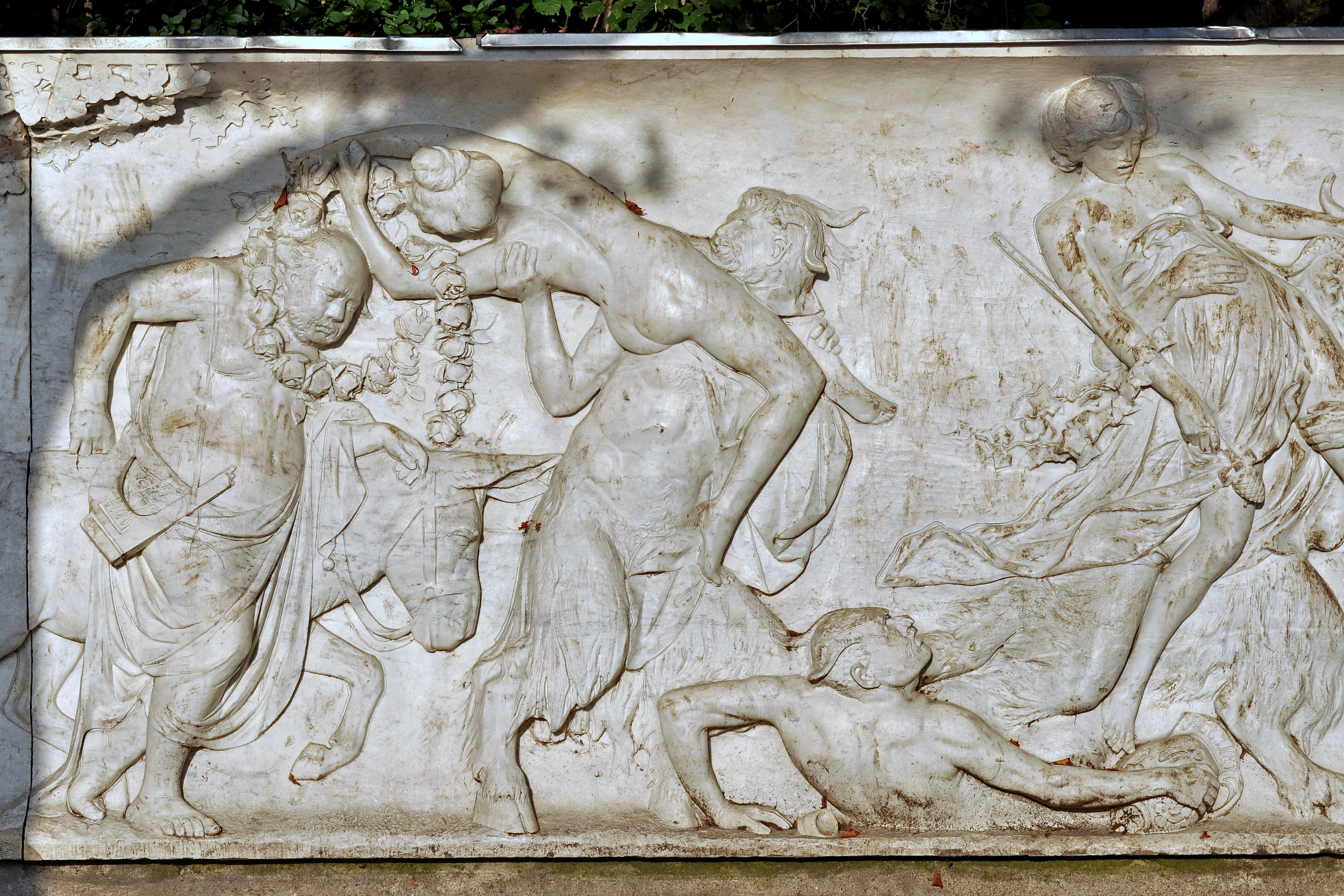
A. Meyer, friso em Seefeld (Zurique), 1900
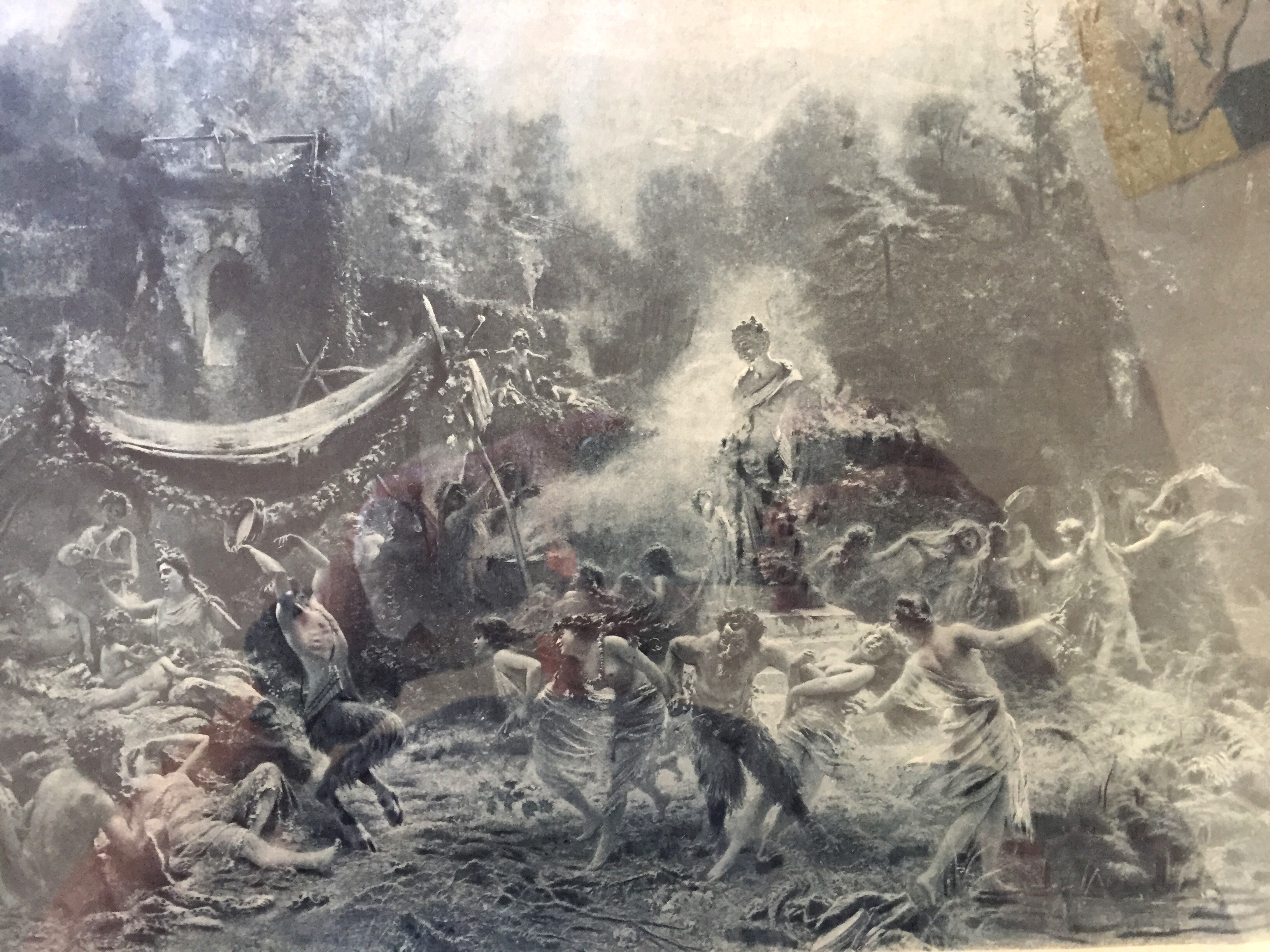
Konstantin Makovsky, Bacanal da Primavera, 1891